# هرم داده

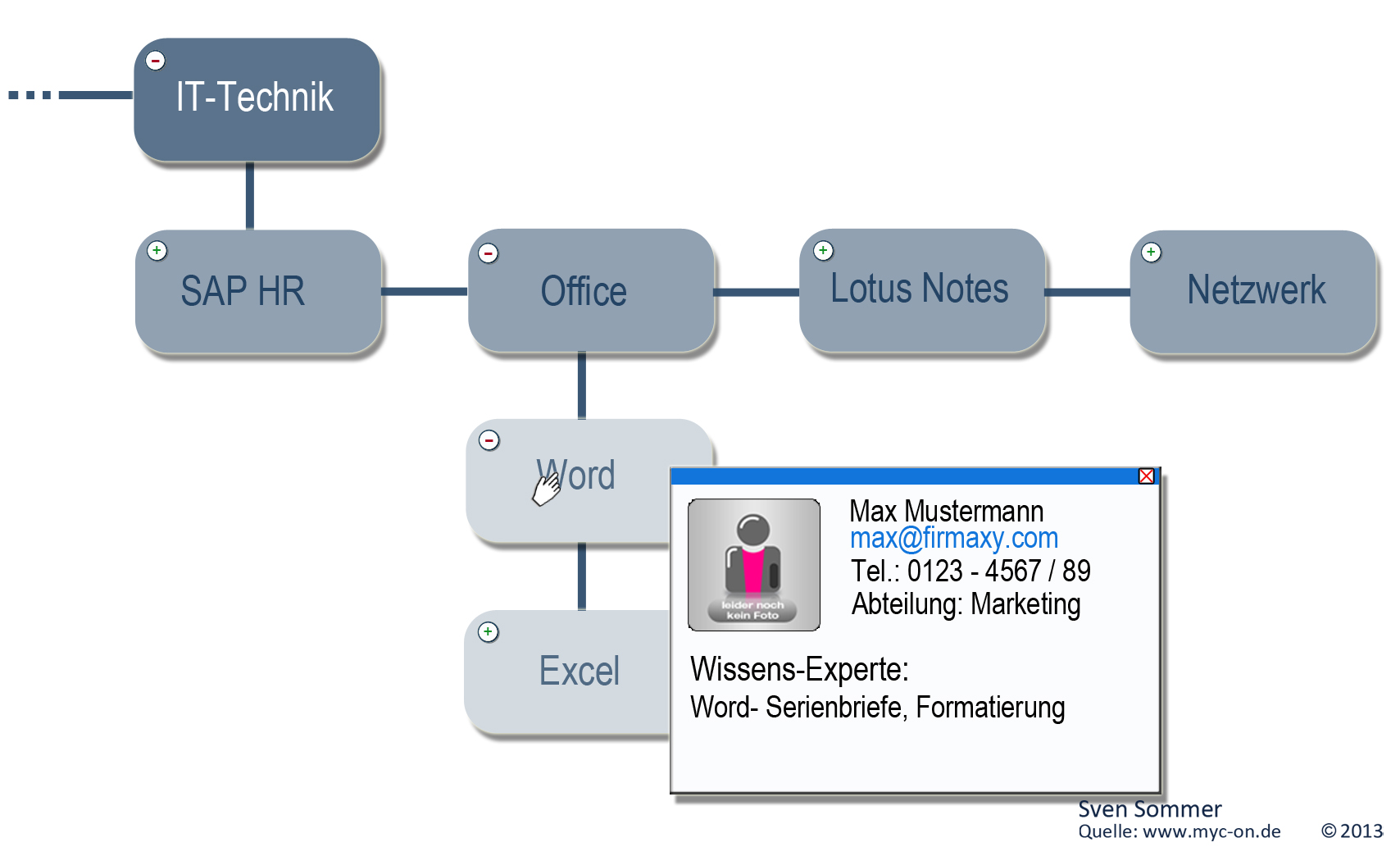
شماتیکی از یک «هرم داده»

هرم داده (به انگلیسی: DIKW pyramid) به مدلهایی اشاره دارد که برای ارتباط ساختاری بین داده، اطلاعات، دانش (علم) و حکمت (خرد یا فرزانگی) به کار می‌روند. معمولاً هر لایه با تعریف الگویی بر روی لایه پایین‌تر تعریف می‌گردد. مثلاً اطلاعات به الگوهای خاصی از داده گفته می‌شود یا دانش مهارت پیدا کردن الگو در اطلاعات و داده‌ها است که بر اساس رشته‌های تخصصی نوع این اطلاعات و داده‌ها متفاوت هستند.
تمام نسخه‌های مدل داده شامل این چهار مؤلفه نیستند (نسخه‌های قبلی لایه داده را ندارند و برخی نسخه‌های جدید فاقد لایه حکمت می‌باشند) و برخی مدلها بخشهای اضافی دارند. علاوه بر هرم این ارتباط به عنوان سلسله مراتب، زنجیره و چارچوب نیز شناخته شده‌است. به‌طور مثال افزودن لایه «واقعیت» در پایین‌ترین قسمت در برخی مراجع دیده می‌شود زیرا «داده» را واقعیتی قلمداد می‌کنند که ثبت شده‌است.

## تاریخچه
دنی پ. والاس استاد کتابداری و علم اطلاعات اذعان داشته که منشأ هرم دادح مشخص نیست:
ارائه روابط میان داده‌ها، اطلاعات، دانش و گاهی حکمت در یک سلسله مراتب برای سالها بخشی از زبان علم اطلاعات بوده است. اگر چه آن زمان و شخصی که این مدل را طراحی نموده مشخص نیست اما برای مفهوم ارتباط بین این لایه از مخفف دادح (DIKW) استفاده می‌کنیم.

## حفظ مالکیت معنوی
| مورد        | حکمت          | دانش       | اطلاعات  | داده     |
| ----------- | ------------- | ---------- | -------- | -------- |
| نحوه محافظت | محافظت نمی‌شود | ثبت اختراع | حق تکثیر | حق تکثیر |